# Frank Thomas (Theologe)
Frank Thomas (* 28. Oktober 1862 in Cologny; † 18. August 1928 in Ragaz) war ein Schweizer evangelischer Geistlicher und Hochschullehrer.

## Leben

### Familie
Frank Thomas war der Sohn des Pfarrers und späteren Professors Philippe-Louis Thomas (* 22. Mai 1826 in Genf; † 21. August 1904 in Cologny) und dessen Ehefrau Louise Thomas (* 28. August 1830 in Genf; † 12. November 1916 in Cologny), Tochter von Etienne Jean Coulin (1792–1869); er hatte noch einen älteren Bruder sowie eine jüngere Schwester. Sein Onkel war der Pastor Frank Coulin (1828–1907).
Seit 1887 war er mit Louisa (geb. Poulin) († 20. Oktober 1946), die Tochter eines Bankiers, verheiratet; gemeinsam hatten sie mehrere Kinder.

### Werdegang
Frank Thomas immatrikulierte sich 1882 zu einem Studium an der Theologieschule der Evangelischen Gesellschaft von Genf (École de théologie libre), das er 1886 mit seiner Dissertation St. Augustin: la cité de Dieu; étude historique et apologétique beendete; 1887 erfolgte seine Ordination. Nach dem Studium unternahm er eine Bildungsreise nach Deutschland, England und die USA, um sich mit den dortigen religiösen Bewegungen zu beschäftigen.
Er war von 1887 bis 1891 Pfarrer in Rougemont sowie in Mézières und war darauf von 1891 bis 1899 für die Bewegung der Volksevangelisation in Genf tätig. 
1899 gründete er die Association chrétienne évangélique (ACE) und war bis 1926 als deren Pfarrer tätig. Das Ziel dieser Vereinigung war es, die kirchliche religiöse Situation in Genf im Vorgriff auf die Trennung von Kirche und Staat zu verbessern. Am 28. August 1899 übernahm die Vereinigung die Gottesdienste in der Victoria Hall, die unter der alleinigen Leitung von Frank Thomas wöchentlich gehalten wurden;  jeden Sonntag nahmen etwa 1.500 Gläubige an den Gottesdiensten teil. Zu den Vorsitzenden des Ausschusses des ACE gehörte unter anderem Lucien Gautier.
1902 wurde Frank Thomas als Professor für Praktische Theologie an die Theologieschule der Evangelischen Gesellschaft berufen und war bis 1921 in diesem Lehramt tätig; von 1920 bis zu seinem Tod lehrte er auch als Privatdozent an der Theologischen Fakultät der Universität Genf. Er starb während einer Kurmassnahme in Ragatz.

### Geistliches und berufliches Wirken
Frank Thomas schloss sich der religiös-sozialen Bewegung an und setzte sich für das Frauenstimmrecht ein. Er unternahm auch zahlreiche Vortragsreisen, insbesondere nach Holland, und veröffentlichte mehrere Predigten und Erbauungsbücher.
Noch im März 1928 hielt er eine Ansprache anlässlich der Beerdigung des Präsidenten der Internationalen Rotkreuz-Bewegung Gustave Ador.
Er pflegte eine enge Freundschaft zu dem Theologie-Professor Gaston Frommel.

## Mitgliedschaften
- Frank Thomas war von 1881 bis 1883 Mitglied in der Studentenverbindung Schweizerischer Zofingerverein.[8]
- Er war auch Mitglied im Comité Universel des Unions Chrétiennes de Jeunes Gens (siehe auch Young Men’s Christian Association (YMCA), Genf)[9] und im Komitee der Diakonissen von Saint-Loup[10] in der Gemeinde Pompaples.

## Ehrungen und Auszeichnungen
Zu Ehren von Frank Thomas wurde in der Eingangshalle der Genfer Victoria Hall im November 1930 eine Gedenktafel angebracht.

## Schriften (Auswahl)
- St. Augustin: la cité de Dieu; étude historique et apologétique. Genève Schuchardt 1886.
- Ehret die Frauen. Leipzig, Genf H.G. Wallmann 1894.
- Fictions ou réalités? Genf 1903.
- Francis Greenwood Peabody; Frank Thomas: Jésus-Christ et la question sociale. Paris: Librairie Fischbacher, 1904.
- Notre Corps et ses destinées. Genève: J.-H. Jeheber, libraire-éditeur; Paris: Libr. Fischbacher, 1905.
- Frank Thomas; C.-Ed. Caspari: L'Evangile mis à l'épreuve: expériences d'âmes. Paris: Eglise évangélique de Saint-Marcel; Genève: Atar, 1912.